# 포울 하르틀링
포울 하르틀링(덴마크어: Poul Hartling, 1914년 8월 14일~2000년 4월 30일)은 덴마크의 정치인, 외교관이다. 소속 정당은 좌파당이다.
1965년부터 1977년까지 좌파당 대표를 역임했으며 1968년 2월 2일부터 1971년 10월 11일까지 덴마크 외무부 장관을 역임했다. 1973년 12월 19일부터 1975년 2월 13일까지 제44대 덴마크의 총리를 역임했다. 특히 1974년에는 사회 보장에 관한 법률을 제정하여 지방 자치체 당국이 어린이와 청소년을 위한 시설을 확충하도록 지시했다.
덴마크 정계를 떠난 이후에는 유엔에서 근무했으며 1978년부터 1985년까지 유엔 난민 기구에서 제5대 유엔 난민 고등판무관으로 근무했다. 근무 도중인 1981년에는 유엔 난민 기구가 1954년에 이어 노벨 평화상을 시상하기도 했다.